# 캐시 크루즈
캐시 크루즈(Käthe Kruse, 1883년 9월 17일~1968년 7월 19일)는 독일태생의 세계에서 유명한 인형 제작자 중 하나로, 오늘날 그녀의 인형은 아이들 뿐 아니라 세계의 장난감 수집가와 인형 수집가에게 인기가 많다. 캐시 크루즈는 그녀가 만든 인형 회사의 브랜드 이름이기도 하다.

## 생애
캐시 크루즈는 오버트 오가스크(Robert Rogaske)와 어머니 크리스티안 시몬(Christiane Simon)사이에서 태어나 검소하게 자랐다. 고등학교 졸업 이후 그녀는 연기 수업을 받기 시작하여 1900년에는 베르린 레싱 시어터(Berlin Lessing theater)에서 2년간 일하기도 했다. 다른 독일 도시들에서도 다소 성공적인 연기 활동을 하였다. 1902년에 베를린의 유명한 조각자인 막스 크루즈(Max Kruse)를 만나 총 7명의 아이들 중 첫째인 딸, 마리아(Maria)를 낳았다. 캐시 크루즈와 막스 크루즈 사이에서 태어난 아이들은 태어난 순서대로 마리아, 소피(Sofie), 한느(Hanne), 마샤엘(Michael), 요헨(Jochen), 프리드발드(Friedebald), 그리고 막스(Max)이다.

## 역사

### 캐시 크루즈 인형의 시작
캐시 크루즈 인형은 1905년 크리스마스에 시작되었다. 1905년 캐시 크루즈의 딸 마리아(Maria)가 크리스마스에 선물로 인형을 받고 싶어 했다. 마리아는 자신이 안을 수 있고, 보살 필 수 있는 진짜 아기 같은 인형을 원했다. 때문에 아버지 막스 크루즈는 베를린에 인형을 사러 갔으나, 그의 마음에 들지 않았다. 모성애를 자극시킬 수 있는 따뜻하고 부드러운 인형 대신 딱딱하고 차갑고 뻣뻣한 인형들뿐이었기 때문이다. 막스는 캐시 크루즈에게 직접 인형을 만드는 것을 제안했고, 캐시 크루즈는 마리아를 위해 모래로 채운 몸과 감자로 만든 머리를 가진 인형을 만들어 주었다. 마리아는 무척 좋아했고, 캐시는 마리아가 그 인형을 무척 사랑하는 것을 보고 인형 만들기를 시작한다.
캐시 크루즈가 아이들을 위한 인형을 만든다는 사실은 곧 알려지게 되었고, 그녀는 1910년 손수 만든 인형들을 베를린의 백화점 티츠(Tietz)에 전시하게 된다. 백화점에 캐시 크루즈의 인형을 전시한 것은 그녀의 인형을 유명하게 만들었다. 당시 어른들이 아닌 아이들을 닮은, 아이들이 동일시 할 수 있는 친구 같은 인형이라는 느낌이 사람들의 호감을 샀다.

### 전시와 첫 인형 주문
전시회 이후 캐시 크루즈는 뉴욕으로부터 인형 주문을 받게 된다. 캐시 크루즈 인형을 150개 주문한 것이다. 그녀는 이 주문을 맞추기 위해 몇몇의 사람들을 고용하여 함께 작업을 하게 되었다. 주문이 성공적으로 완료되고 또 다른 500개의 인형 주문이 들어오자 캐시 크루즈는 그녀의 인형의 제작을 위해 받 코젠(Bad Kosen)에 공장을 열었다. 그녀는 이탈리아, 독일, 폴란드에서의 국제 인형 전시 박람회에도 참가하여 상을 받기도 했다.

### 소송
캐시 크루즈의 인형이 인기를 끌자 빙 회사에서 캐시 크루즈 인형을 모방하기 시작했다. 따라서 캐시 크루즈는 이 회사와 소송에 들어간다. 빙 회사에서는 수작업으로 이루어지는 캐시 크루즈의 원 인형과는 달리 인형들을 대량 생산하였고 직접적으로 “캐시 크루즈 인형을 모방한” 인형이라고 광고하기도 하였다. 캐시 크루즈는 첫 소송에서 승리하였으나, 항소심에서 져 이 법률 소송은 1925년까지 이어진다. 캐시크루즈는 이 소송에서 이겼고, 이 소송으로 인해 예술적 카피라이트(copyright) 보호 영역이 장난감에까지 넓혀지는 계기가 되었다.

### 도나우버트로의 이전
세계 2차대전이 시작되면서 지속적인 인형 생산에 차질이 생겼다. 필요한 부품이 부족하였기 때문에, 고객들이 직접 머리카락을 자르고, 천을 일일이 배송해 인형을 만들어야 하는 상황에 이르렀다. 캐시 크루즈는 이러한 상황에서 수입과 수출의 기회를 늘리기 위해 그녀의 아들 막스와 미샤엘을 서부 지역으로 보내 두 지사를 연다. 막스는 받 코젠에, 미샤엘은 도나우버트(Donauwörth)에 제작을 맡을 공장을 설립하지만, 이후 러시아인의 침공으로 인해 모든 제작은 도나우버트에서 맡게 된다. 받 코젠의 공장은 이후 소련의 기업인 VEBs로 통합되었다. 이후 도나우버트에서의 인형제작은 캐시 크루즈의 자신들인 미샤엘, 막스, 그리고 한느(Hanne)가 맡았다.

### 한느 크루즈와 크리스텐슨
미샤엘과 막스는 각각 1946년에서 1953년까지 그리고 1958년까지 도나우버트의 공장장을 맡아 일했다. 한느와 그의 남편 하인즈 알더(Heinz Alder)가 그 이후부터 공장을 맡아 운영하였다. 한느는 그녀의 첫 인형인 도임림킨(Däumlinchen)을 만들었다. 한느가 만든 모든 인형들은 “한느 크루즈의 모델”(“Model by Hanne Kruse”)라는 마크를 달았다. 한느는 1960년대 중반, 인형 시장이 정체되었을 때 새로운 시도를 한다. 소비자들이 저렴한 해외의 제품들을 구입 할 당시, 한느가 테리섬유(terry cloth)로 동물인형들을 만들어 회사의 경제적 안정과 성장에 기여했다.
1990년 한느는 회사를 안드레아와 스텝픈 크리스텐슨 (Andrea and Stephen Christenson)에게 맡긴다. 2005년, 2008년, 그리고 2011년 캐시 크루즈 인형 100주년, 캐시 크루즈 125주년, 캐시 크루즈 회사 100주년을 맞이 한다.

## 인형제작과 마케팅
캐시 크루즈가 도나우버트에 제조공장을 세운지 약 100년이 지났지만 여전히 인형들은 수작업을 통해 만들어진다. 수집가들에게 인기가 있는 이 캐시 크루즈 인형들은 각기 다른 방법을 통해 다른 사이즈로 제작된다. 인형의 몸체는 모슬린이나 사슴털로 채워 넣어 만들거나, 몸체 속에 트리코로 감싼 내부 골조를 사용하여 만든다. 머리는 폴리시스트렌 모델, 천, 혹은 종이 죽으로 만들며 인형의 얼굴 등은 직접 채색되고 그려 만든다. 머리카락의 경우, 전통 캐시 크루즈 인형은 채색된 인조 머리카락이나 인모를 사용한 가발을 이용해 땋아 만들어진다. 몇 몇 경우 모섬유를 통해 머리카락을 제작하기도 한다. 전통적인 캐시 크루즈 인형 이외에 지난 약 20년간 캐시 크루즈의 제품 종류는 증가하여, 다양한 인형들이 제작된다.
도나우버트에는 캐시 크루즈 인형 박물관이 있으며 밧 코젠에도 캐시 크루즈 인형을 부가적으로 전시하는 공간이 마련되어 있다. 세계 여러 나라에서 캐시 크루즈의 인형 전시회가 열리기도 한다.

## 박물관
캐시 크루즈의 셋째 딸 한느와 그녀의 남편 하인즈 알더는 1990년 캐시 크루즈 회사의 경영권을 크리스텐슨에게 넘긴다. 이후 한느와 그녀의 남편은 도나우버트 마을에 개인적으로 사장한 캐시 크루즈 인형 컬렉션을 기증하면서 사람들에게 캐시 크루즈 인형을 보여줄 박물관을 지을 것을 약속 받는다. 현재 도나우버트의 캐시 크루즈 인형 박물관은 마을 플리즈스트라제(Pflegstraße 21a) 건물에 있다. 100년이 넘은 캐시 크루즈 인형들이 전시 되어 있으며, 그 중 각 방에는 인형 제작과정, 인형의 집, 캐시 크루즈의 역사를 보여주는 영상 그리고 전화 인터뷰를 통해 캐시 크루즈의 실제 목소리를 들을 수 있는 공간이 마련되어 있다.

## 인용
1. ↑  “Käthe-Kruse Puppen”.
2. ↑  “Käthe-Kruse-Puppen-Museum”. 2016년 12월 7일에 원본 문서에서 보존된 문서. 2013년 4월 28일에 확인함.